# 16 يناير
- السبت
- الأحد
- الاثنين
- الثلاثاء
- الأربعاء
- الخميس
- الجمعة

- 2827 جمادى الآخرة 1446  هـ
- 2928 جمادى الآخرة 1446  هـ
- 3029 جمادى الآخرة 1446  هـ
- 3130 جمادى الآخرة 1446  هـ
- 11 رجب 1446  هـ
- 22 رجب 1446  هـ
- 33 رجب 1446  هـ
- 44 رجب 1446  هـ
- 55 رجب 1446  هـ
- 66 رجب 1446  هـ
- 77 رجب 1446  هـ
- 88 رجب 1446  هـ
- 99 رجب 1446  هـ
- 1010 رجب 1446  هـ
- 1111 رجب 1446  هـ
- 1212 رجب 1446  هـ
- 1313 رجب 1446  هـ
- 1414 رجب 1446  هـ
- 1515 رجب 1446  هـ
- 1616 رجب 1446  هـ
- 1717 رجب 1446  هـ
- 1818 رجب 1446  هـ
- 1919 رجب 1446  هـ
- 2020 رجب 1446  هـ
- 2121 رجب 1446  هـ
- 2222 رجب 1446  هـ
- 2323 رجب 1446  هـ
- 2424 رجب 1446  هـ
- 2525 رجب 1446  هـ
- 2626 رجب 1446  هـ
- 2727 رجب 1446  هـ
- 2828 رجب 1446  هـ
- 2929 رجب 1446  هـ
- 3030 رجب 1446  هـ
- 311 شعبان 1446  هـ

16 يناير أو 16 كانون الثاني أو يوم 16\1 (اليوم السادس عشر من الشهر الأوَّل) هو اليوم السادس عشر (16) من السنة وفقًا للتقويم الميلادي الغربي (الغريغوري). يبقى بعده 349 يومًا لانتهاء السنة، أو 350 يومًا في السنوات الكبيسة.

## أحداث
- 929 - عبد الرحمن الناصر يعلن نفسه في قرطبة خليفة للمسلمين مؤسسًا خلافة قرطبة.
- 1761 - بريطانيا تستولي على إقليم بودوتشيري بالهند من فرنسا.
- 1777 - استقلال فيرمونت عن نيويورك.
- 1835 - تأسيس إمارة دبي بعد 15 عامًا من ارتباطها بالحماية البريطانية.
- 1909 - بعثة إرنست شاكلتون تعثر على القطب الجنوبي المغناطيسي.
- 1920 - عقد الاجتماع الأول لعصبة الأمم.
- 1938 - افتتاح المتحف الزراعي المصري في «سراي الأميرة فاطمة إسماعيل» والتي كانت قد وهبته في عام 1908 للجامعة المصرية.
- 1943 - الحكومة العراقية تعلن الحرب على دول المحور وتقف إلى جانب قوات الحلفاء في إطار الحرب العالمية الثانية.
- 1948 - العصابات الصهيونية ترتكب مجزرة بفندق سميراميس في شارع صلاح الدين في حيفا عندما فجروا قنبلة فقتلوا 31 عربيًا من رجال ونساء وأطفال وأصابوا 31 آخرين.
- 1953 - حل الأحزاب السياسية في مصر.
- 1964 - الرئيس الأمريكي ليندون جونسون يعطي موافقة الولايات المتحدة على معاونة قوات فيتنام الجنوبية لزعزعة النظام في فيتنام الشمالية.
- 1972 - حادثة مالاري في إندونيسيا.
- 1979 -
  - شاه إيران محمد رضا بهلوي يصل مع عائلته إلى مصر بعد خروجه من إيران.
  - زلزال في إيران بقوة 6.7 على مقياس ريختر يؤدي إلى وفاة 200 شخص على الأقل.
- 1989 - إقامة علاقات سياسية بين إسبانيا وإسرائيل.
- 1991 - إنتهاء المهلة التي منحها مجلس الأمن الدولي للعراق لسحب قواته من الكويت، وذلك وفق القرار 678.
- 1992 - محمد بوضياف يتولى رئاسة الجزائر.
- 1994 - زلزال في بنسيلفانيا بقوة 4.6 على مقياس ريختر.
- 1995 - زلزال في كوبي باليابان بقوة 6.9 على مقياس ريختر يؤدي إلى مقتل 5502 شخص وإصابة 36896.
- 2001 - اغتيال رئيس جمهورية الكونغو الديمقراطية لوران كابيلا.
- 2006 - تنصيب الناشطة السياسية إلين جونسون سيرليف رئيسة على ليبيريا لتكون أول امرأة تتولى الرئاسة في بلد أفريقي.
- 2010 - جماعة الإخوان المسلمين تختار عضو مكتب الإرشاد فيها الدكتور محمد بديع مرشدًا عامًا لها خلفًا لمحمد مهدي عاكف، ليكون ثامن مرشد عام للجماعة.
- 2014 - انطلاق أعمال المحكمة الدُوليَّة الخاصَّة بلُبنان المُكلَّفة بالنظر في قضيَّة اغتيال رئيس الوزراء السابق رفيق الحريري.
- 2016 - انتخاب تساي إنغ ون رئيسة لتايوان، لتصبح بذلك أول امرأة تصل إلى هذا المنصب مع فوز الحزب التقدمي الديمقراطي المنتمية له بأغلبية مقاعد المجلس التشريعي.
- 2017 - تحطم طائرة شحن دولية تابعة للخطوط الجوية التركية بالقرب من مطار مناس الدولي، بيشكك يسفر عن مقتل 4 أشخاص من طاقم الطائرة و33 آخرين.
- 2020 -
  - تعيين ميخائيل ميشوستين رئيسًا للحكومة الروسية خلفًا لدميتري ميدفيديف الذي تقدم باستقالته تمهيدًا لتعديل الدستور الروسي.
  - وفاة الممثلة المصرية ماجدة عن عمر ناهز 89 عامًا.
- 2021 - إعادة انتخاب يوري موسفني رئيسًا لأوغندا لفترة رئاسية سادسة، بعد إعلان حصوله على 58.6% من الأصوات.

## مواليد
- 1409 - ريناتو الأول، ملك مملكة نابولي.
- 1836 - فرانشيسكو الثاني، ملك مملكة الصقليتان.
- 1926 - أبراهام السرفاتي، سياسي مغربي.
- 1934 - كريمة مختار، ممثلة مصرية.
- 1949 - كارولين مونرو، ممثلة إنجليزية.
- 1952 - أحمد فؤاد الثاني، ملك مصر اسميًا بعد ثورة 23 يوليو والابن الوحيد للملك فاروق.
- 1956 - سعد الدين العثماني، سياسي وطبيب وباحث وفقيه مغربي.
- 1965 - دينا عبد الله، ممثلة مصرية.
- 1972 - صلاح حيسو، عداء مغربي.
- 1974 - ماتياس يونسون، لاعب كرة قدم سويدي.
- 1975 - أيجا بنجول، ممثلة تركية.
- 1979 - آليا، مغنية أمريكية.
- 1980 -
  - أميرة محمد علي، سياسية ألمانية من أصول مصرية
  - سيدو كيتا، لاعب كرة قدم من مالي.
  - ياسمين عبد العزيز، ممثلة مصرية.
- 1981 - بوبي زامورا، لاعب كرة قدم إنجليزي.
- 1982 - تونجاي شانلي، لاعب كرة قدم تركي.
- 1983 - إيمانويل بوغاتيتز، لاعب كرة قدم نمساوي.
- 1984 -
  - بيير بويا، لاعب كرة قدم كاميروني.
  - ستيفان ليكتستينر، لاعب كرة قدم سويسري.
- 1988 - نيكلاس بيندتنر، لاعب كرة قدم دنماركي.
- 1996 - جيني، مغنية كورية جنوبية.

## وفيات
- 774 - عبد الرحمن الأوزاعي، عالم دين مسلم، وإمام بيروت وسائر الشَّام.
- 1913 - أوجين ريفيلو، عالم مصريات فرنسي.
- 1935 - الأم باركر، أمريكية خارجة عن القانون.
- 1944 - حبيب الله بن قرين، فقيه جعفري عراقي - سعودي.
- 1954 - علي مهدي شمس الدين، فقيه وقاضي جعفري وشاعر لبناني.
- 1959 - محمد حامد الفقي، مؤسس جمعية أنصار السنة المحمدية.
- 1986 - إبراهيم حمودة، ممثل ومغني مصري.
- 2001 - لوران كابيلا، رئيس جمهورية الكونغو الديمقراطية.
- 2017 - ممتاز البحرة، فنان تشكيلي ورسام كاريكاتير سوري.
- 2020 - ماجدة، ممثلة مصرية.
- 2022 - إبراهيم أبو بكر كيتا، رئيسٌ أسبق لمالي.

## أعياد ومناسبات
- يوم الحرية الدينية الوطني في الولايات المتحدة.
- يوم منع الكحول في الولايات المتحدة.
- يوم المعلم في تايلاند.

## وصلات خارجية
- وكالة الأنباء القطريَّة: حدث في مثل هذا اليوم.
- النيويورك تايمز: حدث في مثل هذا اليوم.
- BBC: حدث في مثل هذا اليوم.